# Edebysjön
Edebysjön är en sjö i Nyköpings kommun i Södermanland och ingår i Nyköpingsåns huvudavrinningsområde. Sjön har en area på 0,688 kvadratkilometer och ligger 21,1 meter över havet. Edebysjön ligger i Båven Natura 2000-område. Sjön avvattnas av vattendraget Utnorsån. Vid sjön ligger det tidigare säteriet Edeby gård.

## Delavrinningsområde
Edebysjön ingår i det delavrinningsområde (654149-156628) som SMHI kallar för Utloppet av Edebysjön. Medelhöjden är 35 meter över havet och ytan är 9,04 kvadratkilometer. Räknas de 3 avrinningsområdena uppströms in blir den ackumulerade arean 40,41 kvadratkilometer. Utnorsån som avvattnar avrinningsområdet har biflödesordning 3, vilket innebär att vattnet flödar genom totalt 3 vattendrag innan det når havet efter 67 kilometer. Avrinningsområdet består mestadels av skog (55 procent), öppen mark (11 procent) och jordbruk (23 procent). Avrinningsområdet har 0,92 kvadratkilometer vattenytor vilket ger det en sjöprocent på 10,2 procent.